# Speyer-Südwest

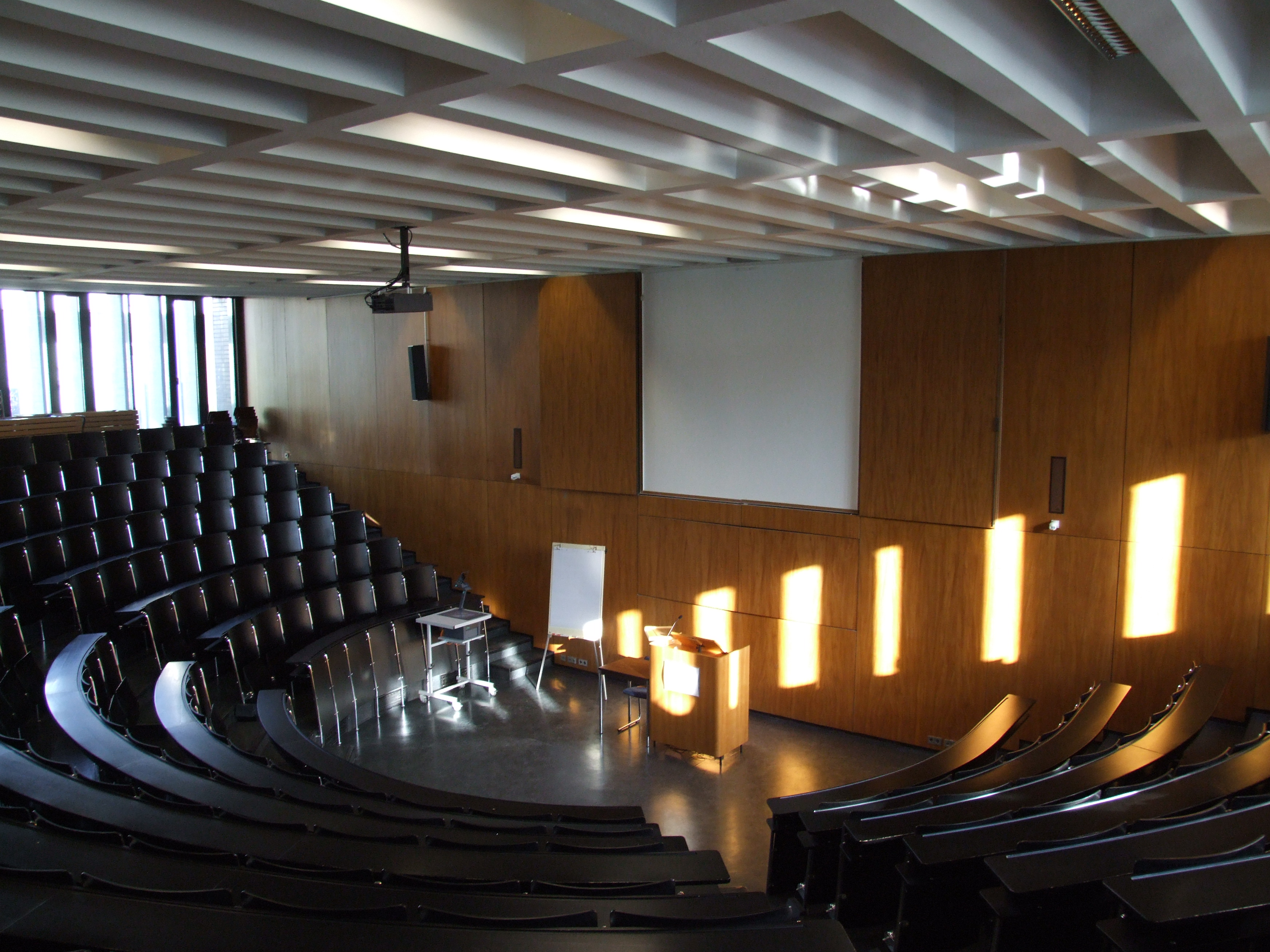
Audimax der Universität Speyer, gestaltet 1959 von Sep Ruf

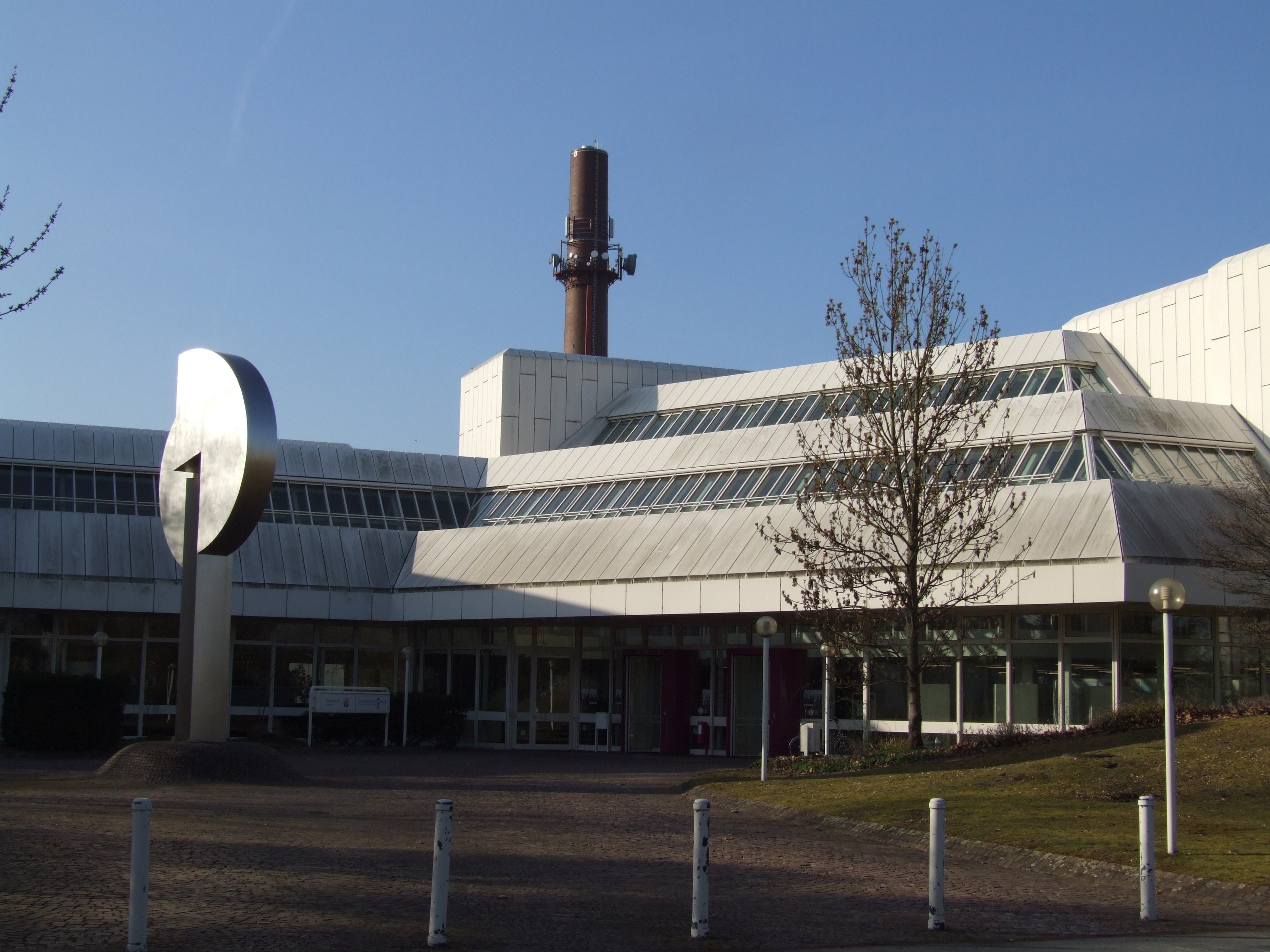
Doppelgebäude Pfälzische Landesbibliothek Speyer und Landesarchiv Speyer

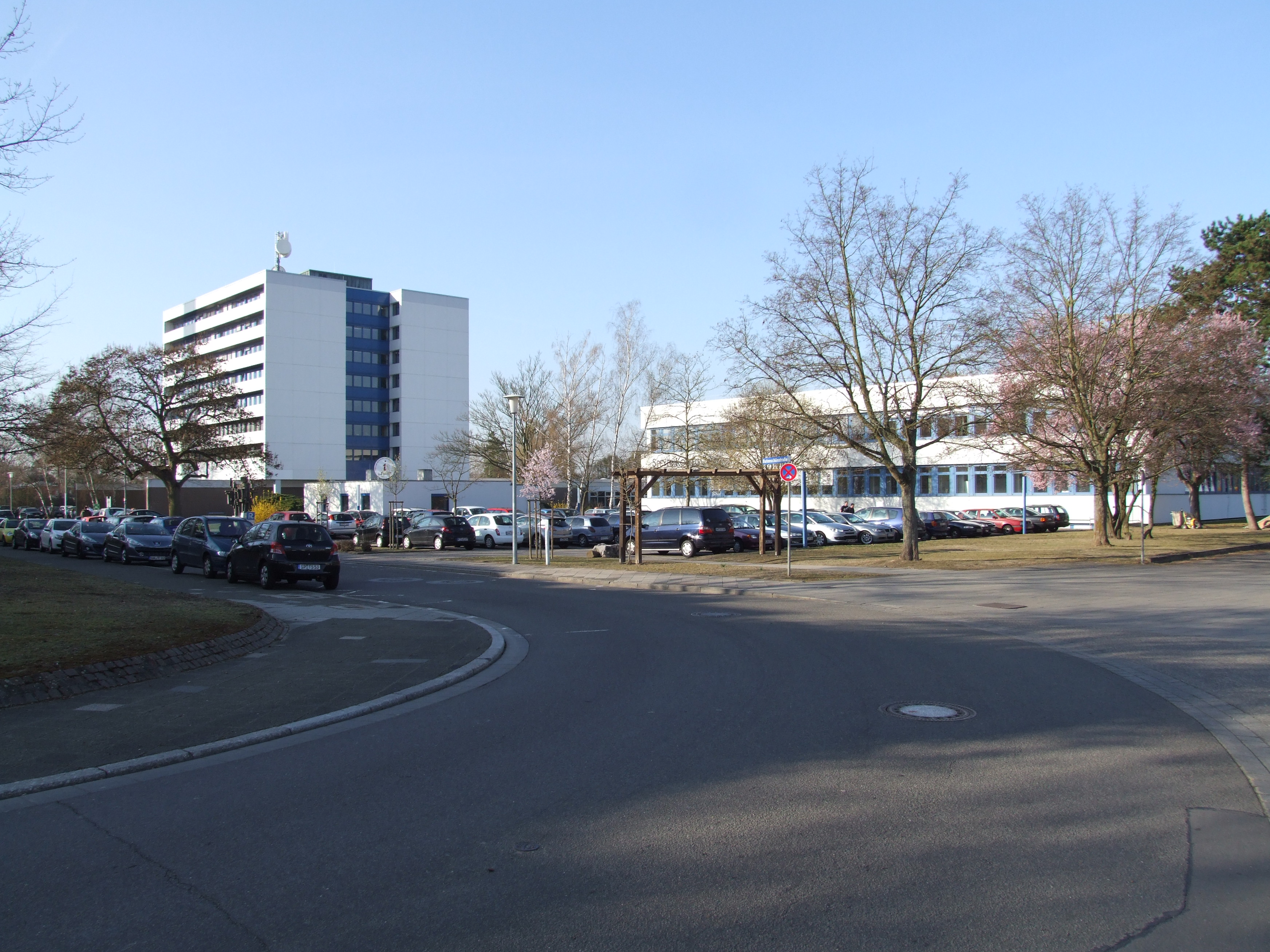
Links im Hochhaus der Hauptsitz des Pädagogischen Landesinstituts Rheinland-Pfalz, rechts das Gebäude des Staatlichen Pfalz-Kollegs und -Abendgymnasiums Speyer

Speyer-Südwest ist ein Sondergebiet westlich der Kernstadt von Speyer mit den Funktionen Kloster, Bildung, Universität, Forschung, Krankenversorgung, Sport und Erholung, das wie ein nach Osten zugespitzter Keil zwischen dem Stadtteil Speyer-West und dem westlichen Teil von Speyer-Süd (Oberkämmerer) liegt. Die Grenze im Norden zu Speyer-West ist die Dudenhofener Straße, im Nordosten die Schützenstraße. Die trifft dann auf die Grenze zu Speyer-Süd, den südlich zur Holzstraße gelegenen Speyerbach, der aber kurz vor der Kreuzung unterirdisch Richtung Mühlturmstraße weitergeführt wird. Die Teilstrecke des Speyerbachs zwischen Speyer-Südwest und Oberkämmerer wird Gießhübelbach genannt. Den östlichen Abschluss des Gebietes bildet die autobahnähnlich ausgebaute, in Nord-Süd-Richtung verlaufende Bundesstraße 9.
Situiert sind in Speyer-Südwest ein Kloster der Dominikanerinnen, das Institut St. Dominikus Speyer, mit deren Nikolaus-von-Weis-Gymnasium und der Nikolaus-von-Weis-Schule (früher Hauptschule jetzt Realschule plus), das Krankenhaus Sankt Vincentius getragen von einer Stiftung der Niederbronner Schwestern, zwei städtische Gymnasien: das Hans-Purrmann-Gymnasium und das Friedrich-Magnus-Schwerd-Gymnasium mit je über 1.000 Schülern, die Deutsche Universität für Verwaltungswissenschaften Speyer, das Deutsche Forschungsinstitut für Verwaltungswissenschaften, die Pfälzische Landesbibliothek Speyer, das Staatliche Pfalz-Kolleg und -Abendgymnasium Speyer  (meist Speyer-Kolleg genannt), das Landesarchiv Speyer, die Sporthalle Judomaxx, das Pädagogische Landesinstitut Rheinland-Pfalz und das Institut für Lebensmittelchemie Speyer, eine Zweigstelle des Landesuntersuchungsamtes Rheinland-Pfalz. Im Gästehaus Freiherr vom Stein der Universität ist auch das Zentrum für Wissenschaftsmanagement untergebracht.
Neben Hausmeisterwohnungen gibt es nur eine einzige Reihe Wohnhäuser entlang des östlichen Teils Holzstraße zum Speyerbach sowie zwei Wohnhäuser in der Otto-Mayer-Straße.
Geologisch liegt Speyer-Südwest bezogen auf die drei in Speyer existierenden Geländestufen, der Rheinniederung, der Niederterrasse und der Hochterrasse mit Ausnahme des Schützengartens auf der Hochterrasse. Naturräumlich gehört das Gebiet zum nördlichen Teil der Schwegenheimer Lössplatte (Gebiet 221.4 gemäß Liste der naturräumlichen Einheiten in Rheinland-Pfalz).
Auf einem freien Gelände der Stadtwerke Speyer in der Nikolaus-von-Weis-Straße zwischen Landesarchiv und Institut für Lebensmittelchemie Speyer wurde 2009 eine Tiefenbohrung mit der Absicht durchgeführt heißes Wasser zu fördern (Geothermie). Mit diesem Wasser wollte man Strom und Heißwasser gewinnen, wobei das heiße Wasser dazu genutzt werden sollte, das westlich der Fläche gelegene Heizkraftwerk der Stadtwerke zu ersetzen. Vorbild war das Geothermiekraftwerk Landau. Da statt heißem Wasser heißes Erdöl aufgefunden wurde, konnte die Absicht ein Geothermiekraftwerk zu errichten, nicht verwirklicht werden.

## Der Schützengarten, Park und Sportfläche
Im östlichen Bereich an der Spitzes des Dreiecks befindet sich ein Park mit Spielplatz, der Schützengarten. In dem Tiefgelände übten seit dem Mittelalter die Speyerer Schützen, deren Aufgabe die Verteidigung der Speyerer Stadtbefestigung war. Im Südwesten der heutigen Parkfläche wurde einem Tennisclub ein Vereinsgelände zur Verfügung gestellt.

## Denkmalzone Universität
Der 1959/1960 von Sep Ruf im Stil des Bauhauses geplante Gebäudekomplex der Universität wurde als Denkmalzone aufgenommen in die Liste der Kulturdenkmäler von Rheinland-Pfalz.

## Früher im Bereich bestehende Einrichtungen: Hallenbad, Heizkraftwerk, Pestalozzischule, Studienkolleg
Früher war im Südosten des Sondergebietes in der Butenschönstraße auch das Hallenbad Speyer untergebracht. Das Hallenbad wurde zum Freibad in die Rheinniederung verlegt. An Stelle des abgerissenen Hallenbades wurde eine Sporthalle für Judo, das Judomaxx, aus Mitteln des Konjunkturprogrammes errichtet.
Ebenfalls in der Butenschönstraße gegenüber vom Hallenbad hatte die Stadt Speyer durch ihre Stadtwerke das inzwischen stillgelegte Heizkraftwerk Speyer errichtet. Das zunächst mit Schweröl betriebene Heizkraftwerk erzeugte Strom und Fernwärme für das Fernwärmenetz von Speyer. Später wurde das Heizkraftwerk auf Erdgas umgestellt und schließlich stillgelegt. Heute wird das Speyerer Fernwärmenetz durch eine Pipeline mit Heißwasser vom Großkraftwerk Mannheim versorgt.
Lange Jahre war in dem Gebiet auch ein Standort der Johann-Heinrich Pestalozzi-Schule und für Schulreferendare das Staatliche Studienseminar untergebracht. Beide Einrichtungen wurden verlegt.

## Straßennamen
Die Funktion als Sondergebiet hat sich auch darin niedergeschlagen, dass zu wichtigen dort angesiedelten Einrichtungen auch passende Straßennamen ausgewählt wurden:
Westlich des Krankenhauses Sankt Vincentius verläuft die 1914 so genannte Vincentiusstraße, gemeint ist der Heilige Vinzenz von Paul, der als Begründer der modernen Caritas gilt. Auf der Westseite der Vincentiusstraße liegt das Kloster Institut St. Dominikus mit den beiden Nikolaus-von-Weis-Schulen. Der westliche Abschluss dieses fast ein ganzes Straßenquadrat umfassenden Kloster- und Schulkomplexes ist die Nikolaus-von-Weis-Straße, benannt nach dem Speyerer Bischof Nikolaus von Weis, der 1852 das Institut der Armen Schulschwestern, heute Institut St. Dominikus genannt, gründete.
Die Straße östlich des Vincentiuskrankenhauses, die Geisselstraße wurde nach Johannes von Geissel (1796–1864) benannt, 1836 Bischof von Speyer, 1845 Erzbischof von Köln, 1850 Kardinal und Abgeordneter von Köln in der preußischen Nationalversammlung.
Auch der Deutschen Universität für Verwaltungswissenschaften Speyer wurden zwei Straßennamen zugewidmet. Die Ostseite des Campus mit Hauptgebäude (Hörsäle, Rektorat und Studienverwaltung) und Gästehaus Freiherr vom Stein (Studentenzimmer, Zentrum für Wissenschaftsmanagement, Drittmittelkräfte, Infrastrukturverwaltung der Uni) wird erschlossen von der Freiherr-vom-Stein-Straße, benannt nach dem preußischen Verwaltungsreformer Heinrich Friedrich Karl vom und zum Stein. Da auf der Westseite der Straße die Sportplätze des Doppelgymnasiums liegen, ist die Universität Speyer trotz Hausnummer 2 der einzige Anlieger der Straße. Die Südseite des Campus wird von der Otto-Mayer-Straße erschlossen, benannt nach dem Juristen und wichtigen Begründer der Verwaltungswissenschaft Otto Mayer, der auch der Vater des Verwaltungsverfahrensgesetzes war.
Das Pädagogische Landesinstitut Rheinland-Pfalz (früher SIL, dann IFB) und das Speyer-Kolleg liegen westlich der Butenschönstraße, benannt nach dem Journalisten, Anhänger der französischen Revolution, Professor und Regierungs- und Kreisschulrat Johann Friedrich Butenschön.
Der Name Holzstraße für die Straße entlang dem Gießhübelbach erinnert an die frühere Holzflößerei (Trift).